# Tschechische Badminton-Mannschaftsmeisterschaft 2006
Die Tschechische Badminton-Mannschaftsmeisterschaft der Saison 2005/2006 gewann das Team von Sokol Radotín Meteor OTEC Praha.

## Vorrunde
| Platz | Mannschaft                           | Spiele | Siege | Remis | Niederlagen | Spielverh. | Punkte |
| ----- | ------------------------------------ | ------ | ----- | ----- | ----------- | ---------- | ------ |
| 1.    | Sokol Radotín Meteor OTEC Praha      | 7      | 7     | 0     | 0           | 43-13      | 21     |
| 2.    | SKB Český Krumlov                    | 7      | 5     | 1     | 1           | 36-20      | 18     |
| 3.    | USK Zentiva Plzeň                    | 7      | 5     | 0     | 2           | 34-22      | 17     |
| 4.    | BK 1973 Deltacar Benátky nad Jizerou | 7      | 3     | 2     | 2           | 29-27      | 15     |
| 5.    | Sokol Dobruška                       | 7      | 2     | 1     | 4           | 25-31      | 12     |
| 6.    | Sokol Brno-Jehnice                   | 7      | 1     | 2     | 4           | 22-34      | 11     |
| 7.    | SK Prosek Praha                      | 7      | 0     | 3     | 4           | 19-37      | 10     |
| 8.    | Slavia TU Liberec                    | 7      | 0     | 1     | 6           | 16-40      | 8      |

## Play-off-Endstand
| Platz | Mannschaft                           |
| ----- | ------------------------------------ |
| 1.    | Sokol Radotín Meteor OTEC Praha      |
| 2.    | USK Zentiva Plzeň                    |
| 3.    | BK 1973 Deltacar Benátky nad Jizerou |
| 4.    | SKB Český Krumlov                    |